# Citatio
Die Citatio (ad videndum se incidisse) war eine am Reichskammergericht übliche Prozessbezeichnung für die Vorladung durch den Richter. Adressat der Citatio war als Partei des Verfahrens der Klagegegner.
Innerhalb einer bestimmten Frist hatte dieser bei Gericht zu erscheinen, wobei ihm für den Fall des Zuwiderhandelns die Verhängung einer Geldstrafe angedroht wurde. Bei Ausbleiben (in contumaciam) konnte „wegen Missachtung des Gerichtes“ eine Kontumazentscheidung ergehen.